# Cosmia aurantia
Cosmia aurantia är en fjärilsart som beskrevs av Barend J. Lempke 1942. Cosmia aurantia ingår i släktet Cosmia och familjen nattflyn. Inga underarter finns listade i Catalogue of Life.